# Kloster Obermarsberg

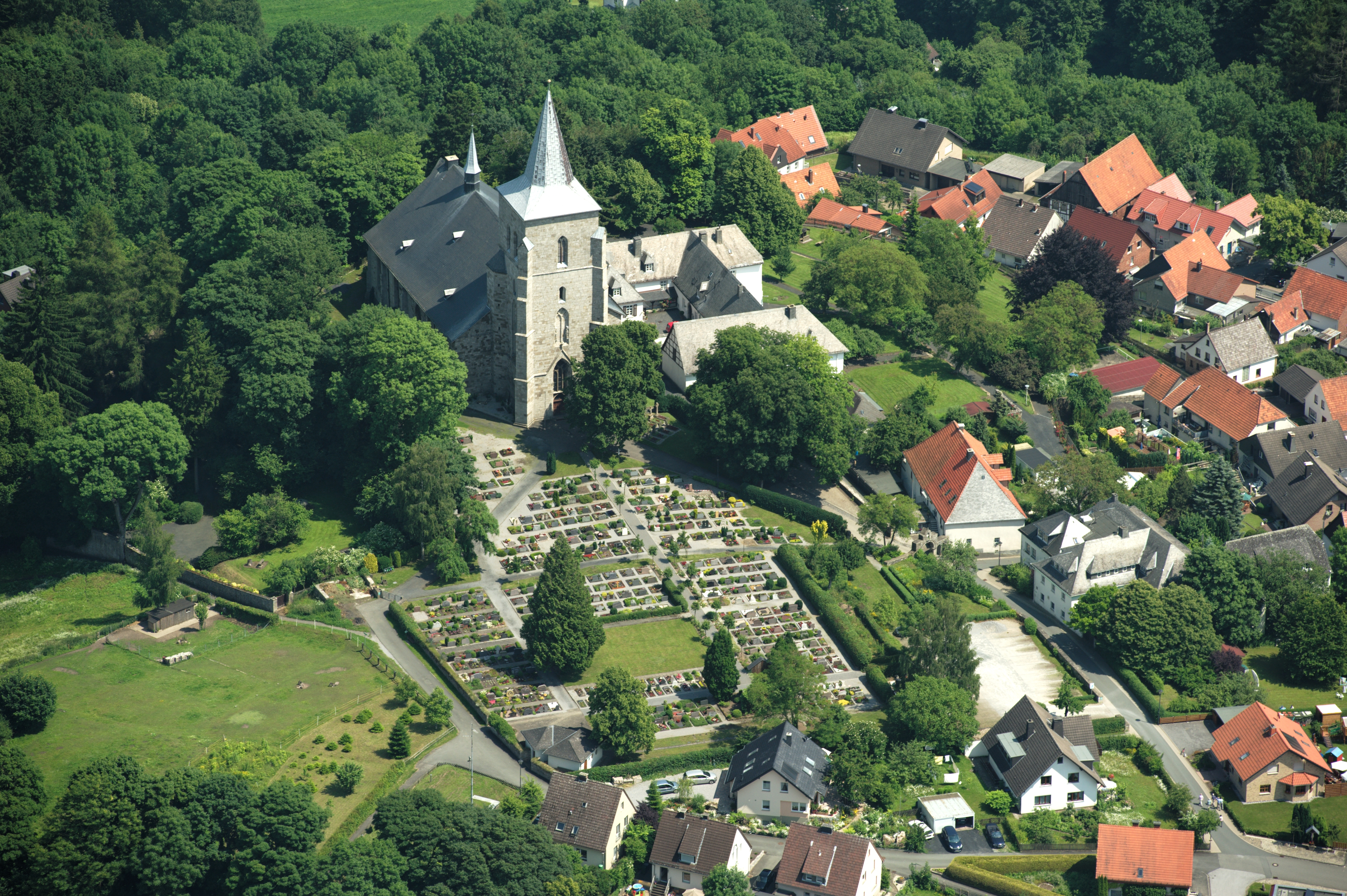
Klosteranlage Obermarsberg mit Stiftskirche und Friedhof (2013)

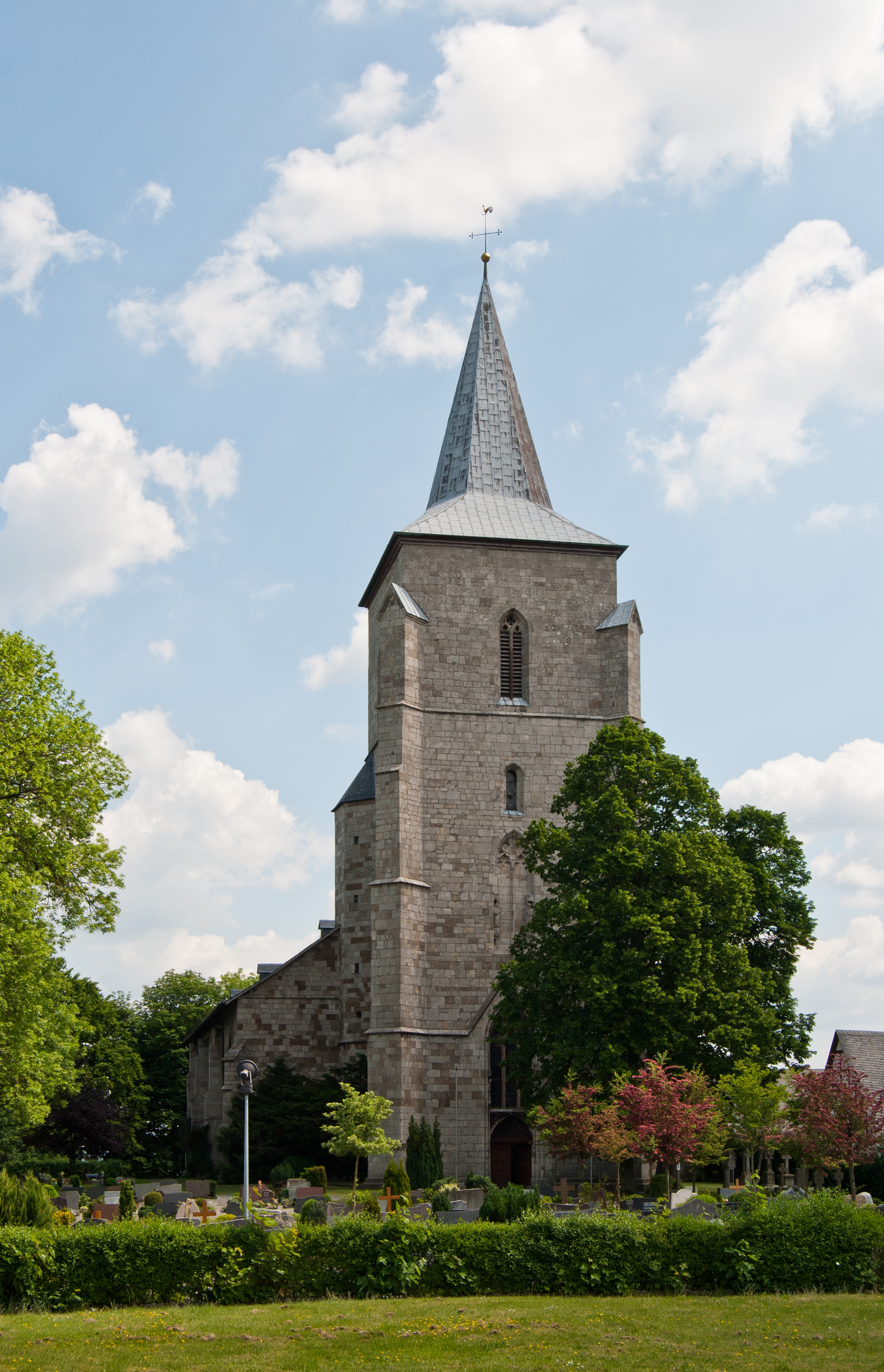
Stiftskirche St. Petrus und Paulus (2012)

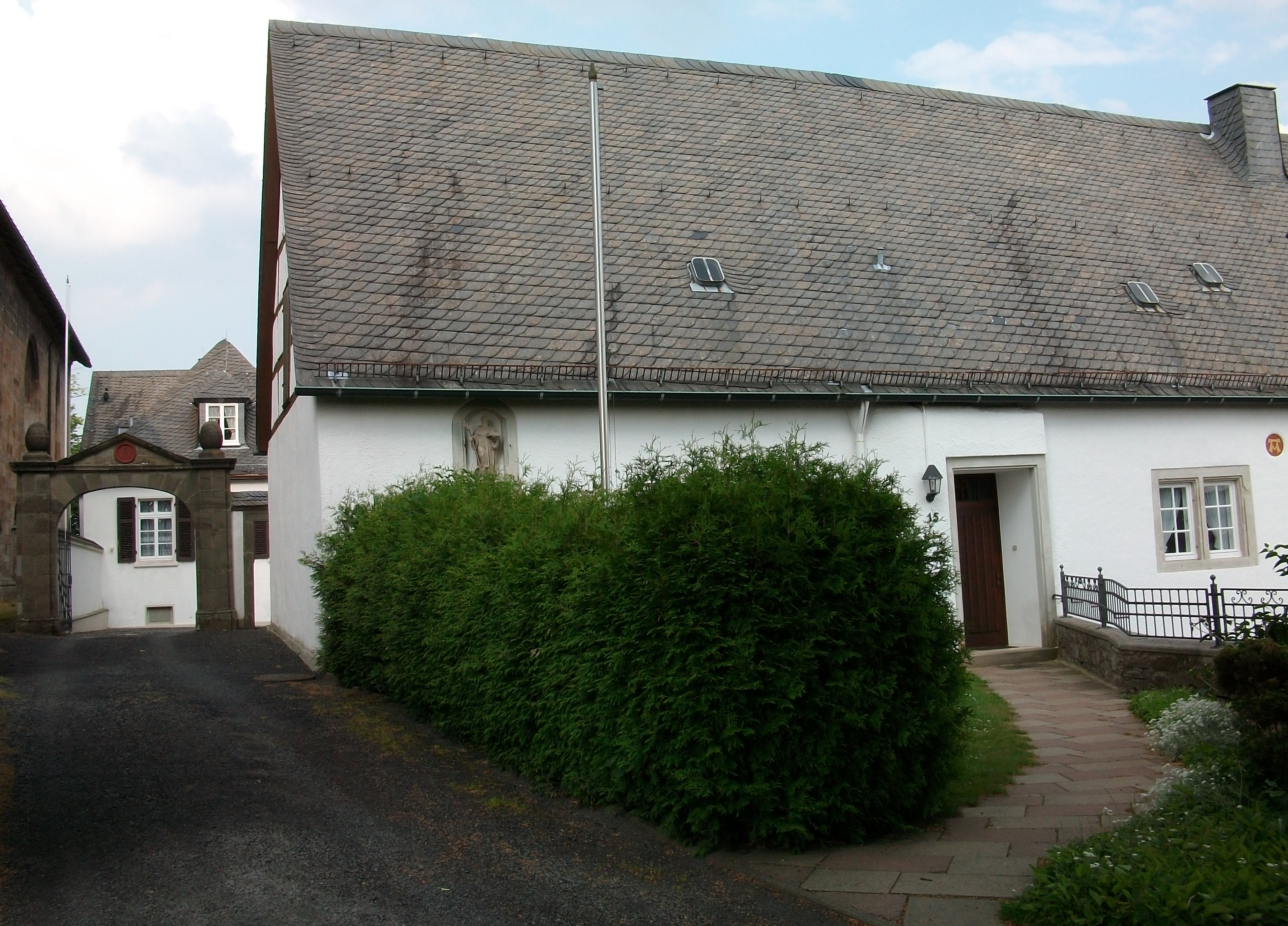
Ehemaliges Stiftsgebäude

Das Kloster Obermarsberg wurde im späten 8. Jahrhundert als Benediktinerkloster auf der Eresburg (heute Obermarsberg, Nordrhein-Westfalen) gestiftet und 826 in das Kloster Corvey inkorporiert. Unter der Bezeichnung Propstei existierte eine monastische Gemeinschaft bis zur Aufhebung 1803. Die Stiftskirche ist St. Petrus und Paulus geweiht und stammt in ihrer heutigen Form aus der zweiten Hälfte des 13. Jahrhunderts. Die Stiftskirche ist auch heute katholische Pfarrkirche und als Baudenkmal in die Denkmalliste der Stadt Marsberg eingetragen.

## Geschichte
Das Kloster wurde 799 oder bereits 785 von Karl dem Großen auf der Eresburg (heute Obermarsberg) der besiegten Sachsen gegründet. Auf Veranlassung Karls wurde nach einer ersten Holzkirche ein steinerner Bau im Stil einer Basilika errichtet. Die Mönche folgten der Benediktinerregel, und die Kirche war den Aposteln St. Petrus und St. Paulus geweiht. Im Jahr 799 besuchte Papst Leo III. in Zusammenhang mit seinem Besuch auf dem Reichstag in Paderborn die Anlage und bestätigt dabei die von Karl gewährten Rechte (Zehnten, Immunität und eigene Gerichtsbarkeit).
Im Jahr 826 wurde die Gemeinschaft durch Ludwig den Frommen dem von ihm maßgeblich mitgegründeten Kloster Corvey als Propstei organisatorisch angegliedert, es bestand aber weiterhin eine klösterliche Gemeinschaft. Der Propst war vollberechtigtes Mitglied des Konvents in Corvey. Die Mitglieder des Konvents in Marsberg entstammten zumeist dem niederen Adel der Umgebung. Der Propstei inkorporiert waren die Pfarreien in Niedermarsberg und Thülen.
In der Stiftskirche endete 938 der Streit des Königs Otto I. mit seinem Halbbruder Thankmar dadurch, dass letzterer durch einen durch ein Seitenfenster der Kirche geworfenen Speer am Altar getötet wurde. An den Halbbruder erinnert noch heute ein gekrönter Kopf an einem Pfeiler der Kirche.
Der erste namentlich bekannte Propst von Obermarsberg war Erkenbert von Homburg, der 1107 Abt von Corvey wurde. Im Jahr 1115 empörten sich die Bewohner Obermarsbergs zum ersten Mal gegen die Mönche. Daraufhin veranlasste Abt Erkenbert den Arnsberger Grafen Friedrich I., die Siedlung anzugreifen und die Befestigungen zu zerstören. Im Jahr 1150 erhielten die Mönche von König Konrad III. das Recht des Erzabbaus (Gold, Silber, Blei und Zinn). Ab 1176 war die Kirche der im Tal entstandenen Siedlung Horhusen (heute Niedermarsberg) dem Stift Corvey unterstellt. Um 1205 wurde damit begonnen, die Klosteranlage in Obermarsberg mit Mauern zu schützen.
Im Jahr 1230 wurden die Stadt und die Propstei Obermarsberg durch Feuer weitgehend vernichtet. Aus Finanznot war die Klostergemeinschaft gezwungen, einen Teil ihrer Besitzungen zu verkaufen. Der Bau der heutigen Kirche erfolgte 1240 im gotischen Stil auf den Resten des romanischen Vorgängerbaus.
In den Jahren 1319 und 1330 wurde die Anlage durch Brände schwer beschädigt. Im Jahr 1325 zählte die Gemeinschaft zwölf Mitglieder und den Propst. Dies war, soweit überliefert, die höchste Zahl an Brüdern. Im Jahr 1410 wurde ein Turm gebaut. 
Wie in der Stadt Marsberg gab es auch im Stift Anhänger der Reformation. So neigte selbst der Propst Christoph von Esleve dem Luthertum zu. Er führte offenbar ein sehr weltliches Leben. So hatte er immer dreizehn Rösser im Stall. Die Schulden des Stifts stiegen auf 8000 Taler an. Weil der Propst die Politik der Gegenreformation von Kurfürst Ernst von Bayern nicht unterstützte, wurden 1617 Jesuiten nach Marsberg entsandt. Im Jahr 1620 trat der Propst offiziell zum Luthertum über. Das Stift blieb katholisch. Während des Dreißigjährigen Krieges wurden 1633 kaiserliche Truppen im Kloster einquartiert. Durch hessische Truppen wurde die Anlage 1646 fast völlig zerstört. Erst nach 1669 begann unter dem Propst Ferdinand von Metternich der Wiederaufbau.
Der Turm der Stiftskirche wurde im September 2020, nach Abschluss der Restaurierung dessen Westfassade, von der LWL-Denkmalpflege, Landschafts- und Baukultur in Westfalen als Denkmal des Monats in Westfalen-Lippe ausgezeichnet.

## Bauten

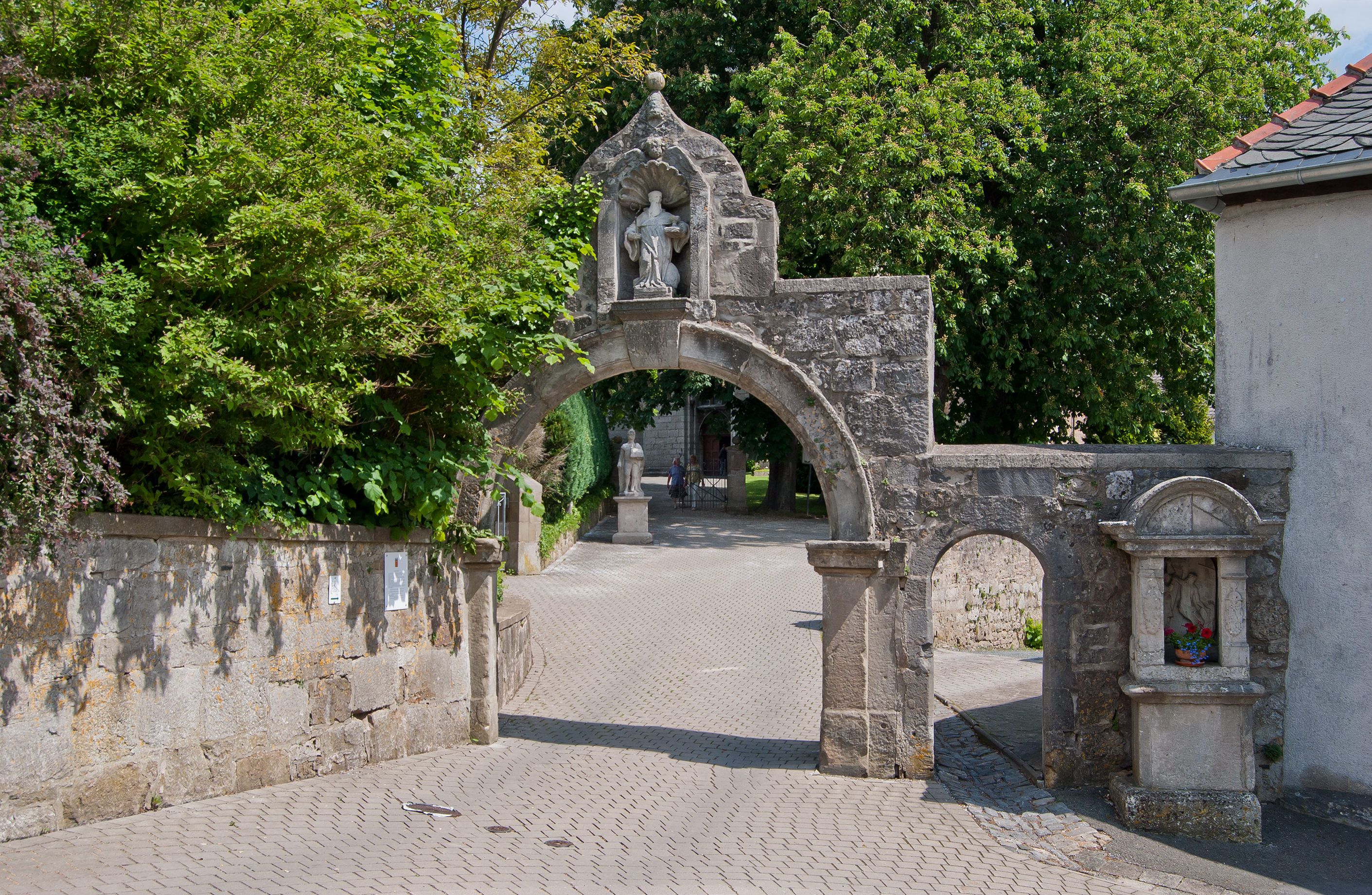
Benediktusbogen

Die eigentliche Klosteranlage war 1671 fertiggestellt. Die Gebäude waren schlicht und in einer H-Form im Süden der Kirche errichtet. Im Jahr 1759 wurde das Haupttor, der sogenannte Benediktusbogen errichtet. Nach der Aufhebung des Klosters erfolgte ab 1805 ein Umbau der Anlage. Ein Teil der Stiftsgebäude wird als Pastorat und Pfarrheim genutzt. Ein anderer Teil ging in Privatbesitz über. Der Torbogen wird momentan saniert, unter anderem wegen einer Förderung durch die Deutsche Stiftung Denkmalschutz (DSD).

## Stiftskirche

### Architektur
Die erste Kirche war ein hölzerner Bau. Ihr folgte eine steinerne Basilika. Der heute bestehende Bau stammt im Wesentlichen aus der zweiten Hälfte des 13. Jahrhunderts. Sie wurde in einem romanisch-gotischen Übergangsstil erbaut. Es handelt sich um eine gewölbte dreischiffige Hallenkirche. Getrennt werden die Schiffe durch drei Paare starker Pfeiler. Die Schiffe sind 35,10 m bis zum Chor lang und 11 m hoch. Die beiden Seitenschiffe sind 7,60 m und das Mittelschiff 7 m breit. Der Chorbereich wurde 1646 durch die Schweden gesprengt und wurde später wieder aufgebaut. Die Apsis weist heute einen 5/8-Schluss auf.
Im Jahr 1410 wurde der ursprünglich 53 m hohe Westturm errichtet. Die Mauern sind zwei Meter dick. Nach den Zerstörungen im Zuge der Belagerung und Zerstörung von Obermarsberg während des Dreißigjährigen Krieges wurde der Turm um sieben Meter niedriger wieder aufgebaut. Die ehemalige Kugelspitze wurde 1817 durch einen Brand zerstört und 1829 durch das jetzige Pyramidendach ersetzt.
Das Portal im Westturm ist spitzbogig und befindet sich unter einem hohen, dreiteiligen Fenster mit Maßwerk. Nach einer Turmrestaurierung 1908 wurden in den Nischen der großen Fenster mehrere Figuren angebracht. Oben sind der heilige Laurentius und der heilige Sturmius zu sehen. Rechts befinden sich der heilige Paulus und links der heilige Petrus. Letztere Figur stammt aus dem Jahr 1410.
An der Südseite der Kirche befindet sich ein großes Rundfenster, das nach der Zerstörung 1646 zugemauert war und erst 1891 wieder geöffnet wurde. Die darunterliegende Tür führt in die Sakristei, die früher Teil des Propsteibereichs war.
Unterhalb des Chores befindet sich die Krypta. Sie wird umgangssprachlich auch Heidenkeller genannt, weil man glaubte, dies wäre der Standort der Irminsul. In der Krypta existieren an den Wänden zwei lateinische Inschriften. Die Übersetzung der Inschrift an der nördlichen Wand lautet übersetzt: „An Petri Kettenfest (1. August) ist das Jahresgedächtnis der Weihe der Kirche.“ Der Altar der Krypta wurde erst 1932 errichtet und ist dem Missionar, Abt und Heiligen Sturmius geweiht. Dieser soll an der Stelle der Kirche nach der Eroberung der Eresburg den ersten Altar errichtet haben.

### Ausstattung

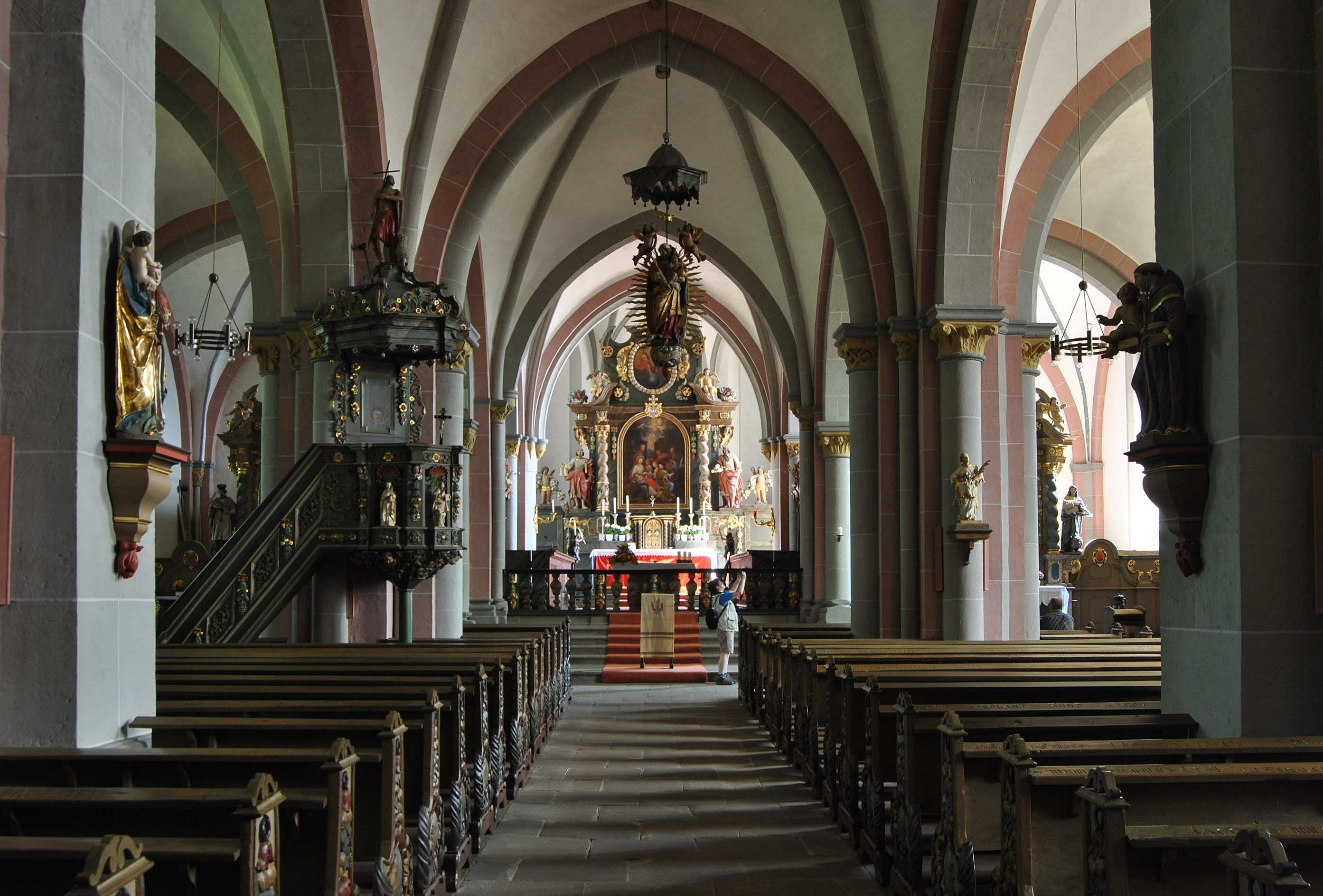
Blick durch das Mittelschiff der Stiftskirche in Richtung des Hochaltars

In der Turmhalle befinden sich fünf gusseiserne Grabplatten von Stiftsherren aus dem 18. Jahrhundert. Außerdem befindet sich dort ein Kreuzgruppe aus dem 17. Jahrhundert.
Die Innenausstattung der Kirche wurde 1645 vernichtet. Lediglich die Figur der Anna selbdritt ist gotisch und stammt aus der Zeit um 1500. Fast die gesamte neue Ausstattung wurde von der Werkstatt Papen im Stil des Barocks geschaffen. Dazu zählen auch die Kirchenbänke, deren Wangen mit reichen Schnitzereien versehen sind. Teilweise enthalten die Pultbänke die Namen der Stifter. Zur Ausstattung gehört eine reich mit Engelsköpfen versehene Kanzel. Eine Doppelmadonna mit Kind und Zepter wurde vom Stadtkämmerer Johas Eling gestiftet. Der Hochaltar stammt aus dem Jahr 1719. Das zentrale Altarbild stellt die Geburt Christi dar. Im darüberliegenden Oval ist die heilige Dreifaltigkeit und darüber die Unbefleckte Empfängnis abgebildet. An den Seiten befinden sich die Bilder der Kirchenpatrone Petrus und Paulus. Vor dem Hochaltar befindet sich das Chorgestühl. Der linke Seitenaltar (Kreuzaltar) stammt aus dem Jahr 1724. Hinter dem Altar sind an der Wand zwei Köpfe (Karl der Große und Papst Leo III.) angebracht. Der rechte Seitenaltar stammt aus dem Jahr 1718. Als Altarbild ist die Rosenkranzkönigin mit dem heiligen Dominikus zu sehen. Weitere Ausstattungsstücke sind die beiden barocken Beichtstühle. Davon zeigt einer die Wappen der Pröpste Ferdinand und Justin von Metternich. Die Pieta wurde 1744 gestiftet. Eine bemerkenswerte Strahlenmonstranz wurde 1717/18 von Johann Friedrich Bräuer geschaffen. Im Bereich des Chores befindet sich das Grabmal des Corveyer Abts Heinrich von Aschenbroich, der nach seiner Resignation im Obermarsberger Stift lebte und dort 1626 verstarb.

### Orgel

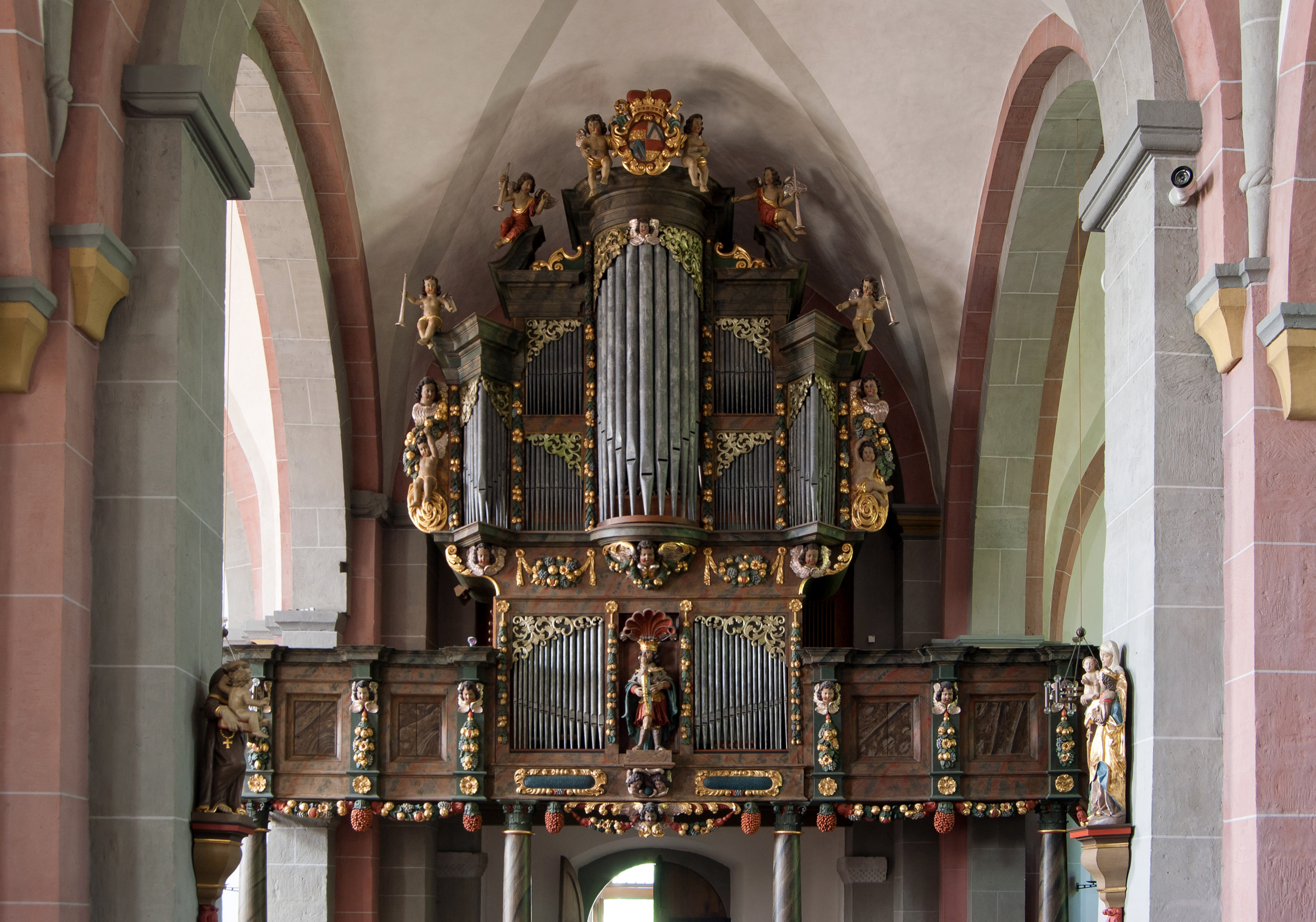
Barocke Orgel

Die Orgel zeigt einen barocken Prospekt, der zweigeschossig gestaltet und reich mit geschnitzten Bildnissen versehen ist. Abgebildet ist unter anderem der harfespielende David. Eine Kartusche erinnert an die Entstehungszeit der Orgel. Übersetzt heißt es da: „Unter dem hochw. und hochedlen Propst Justin von Metternich und dem Bürgermeister Wilhelm Theilen wurde diese Orgel vollendet i.J. 1707.“
Die Orgel selbst wird Peter Henrich Varenholt aus Bielefeld zugeschrieben, der älteres Material verwendete. Aber auch Johann Jacob John aus Einbeck mit den Gebrüdern Reinecke aus Rohden sind als Erbauer denkbar. Im Jahr 1859 wurde die Orgel um ein zweites Manualwerk durch Heinrich Schulte aus Warburg erweitert, der auch für das Hauptwerk neue Schleifladen baute. Nach 1900 wurde die Disposition im Stil der Romantik verändert. Eine Restaurierung erfolgte 1973 durch Franz Breil, der das Instrument auf den Zustand von 1869 mit einigen Erweiterungen zurückführte. Das Instrument verfügt über 23 Register, die auf zwei Manuale und Pedal verteilt sind. Etwa die Hälfte des Pfeifenbestandes ist alt; der Rest stammt von 1973. Die Disposition lautet wie folgt:
| I Hauptwerk C–f3 |                      |        |     |
| 1.               | Principal            | 08′    | (A) |
| 2.               | Bordun               | 16′    | (V) |
| 3.               | Gedackt              | 08′    | (V) |
| 4.               | Octave               | 04′    | (V) |
| 5.               | Rohrflöte            | 04′    | (B) |
| 6.               | Quinte               | 02 ⁄3′ | (V) |
| 7.               | Octave               | 02′    | (V) |
| 8.               | Cornett IV (Diskant) |        | (S) |
| 9.               | Mixtur IV            | 01 ⁄3′ | (B) |
| 10.              | Zimbel III           | 01′    | (B) |
| 11.              | Trompete             | 08′    | (B) |
|                  | Tremulant            |        |     |

| II Unterwerk C–f3 |                 |     |     |
| 12.               | Hohlflöte       | 08′ | (S) |
| 13.               | Principal       | 04′ | (S) |
| 14.               | Waldflöte       | 02′ | (B) |
| 15.               | Sesquialtera II |     | (B) |
| 16.               | Mixtur IV       | 01′ | (B) |
| 17.               | Dulzian         | 08′ | (B) |
|                   | Tremulant       |     |     |

| Pedalwerk C–d1 |           |     |     |
| 18.            | Subbass   | 16′ | (S) |
| 19.            | Octavbass | 08′ | (S) |
| 20.            | Pommer    | 04′ | (B) |
| 21.            | Nachthorn | 02′ | (B) |
| 22.            | Mixtur V  | 01′ | (B) |
| 23.            | Posaune   | 16′ | (S) |

- Anmerkungen:

(A) = Register von vor 1707
(V) = Register von Varenholt (1707)
(S) = Register von Schulte (1869)
(B) = Register von Breil (1973)

## Glocken
Die drei Bronzeglocken von 1442, 1501 und 1710 wurden im Ersten Weltkrieg eingeschmolzen. Seit 1920 besteht das Geläut aus drei Gussstahlglocken, gegossen von Buderus und Humpert. Die Inschriften wurden von den alten Glocken übernommen:
| Nr. | Nominal | Inschrift |
| --- | ------- | --- |
| I   | des'    | (lat.) Gegrüßet seist du Maria. Der aus Erz 1442 gegossenen Schwester folgte ich nach dem unglücklichen Krieg als Stählerne 1920 nach. |
| II  | es'     | Syt 1501 out Bronce, nom Kryge out Stohl, Guot help us naumol. 1920                                                                    |
| III | f'      | St. Catharina. Verunglückt ward ich umgegossen 1710, früher Bronze, seit 1920 Stahl.                                                   |

Im Dachreiter hängt eine bronzene Wandlungsglocke, gegossen 1878 von Humpert in Brilon. 2018 ist die Glocke wieder läutbar gemacht worden.

## Pröpste

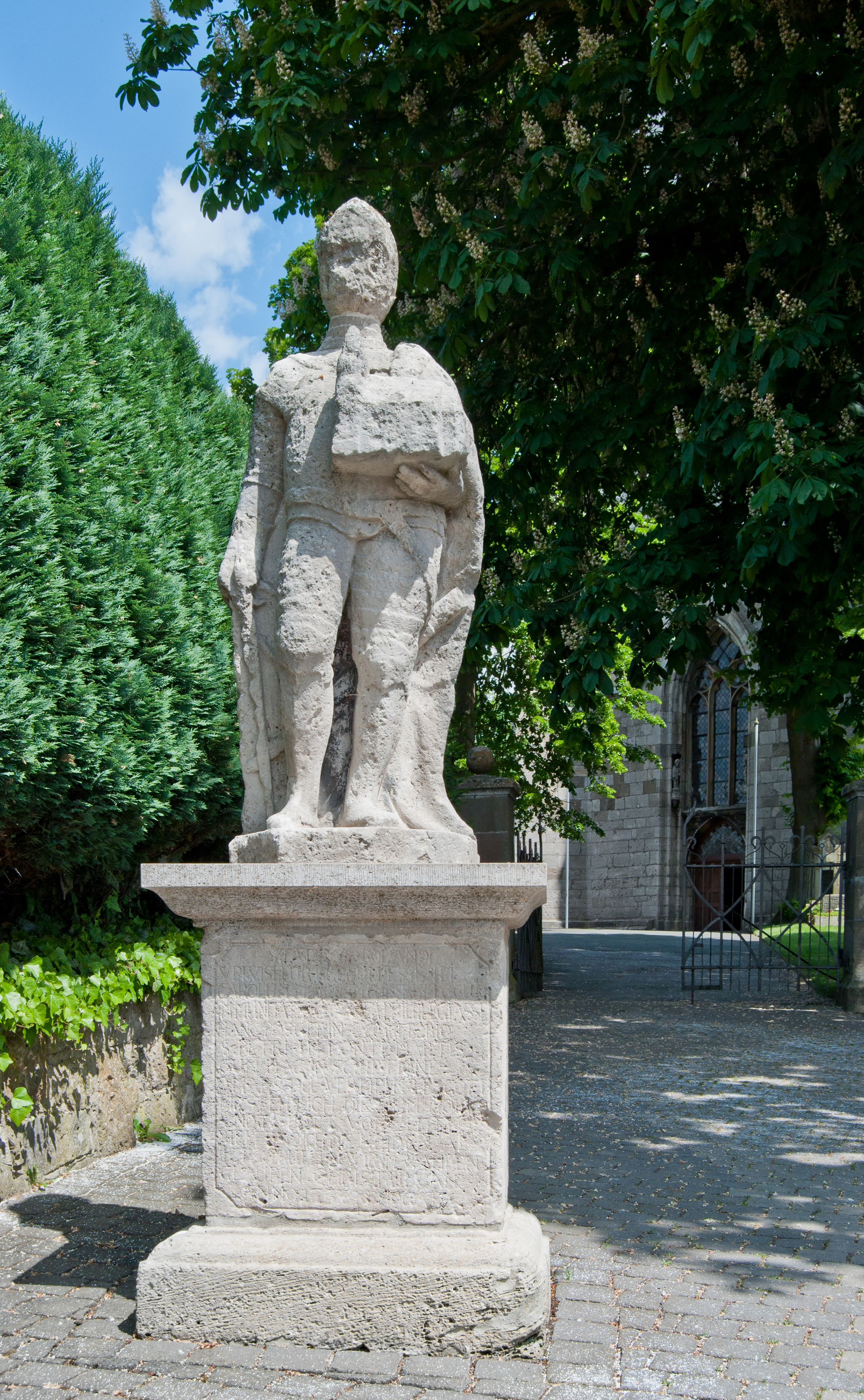
Verwitterte Rolandstatue nahe der Kirche, erbaut um 1600

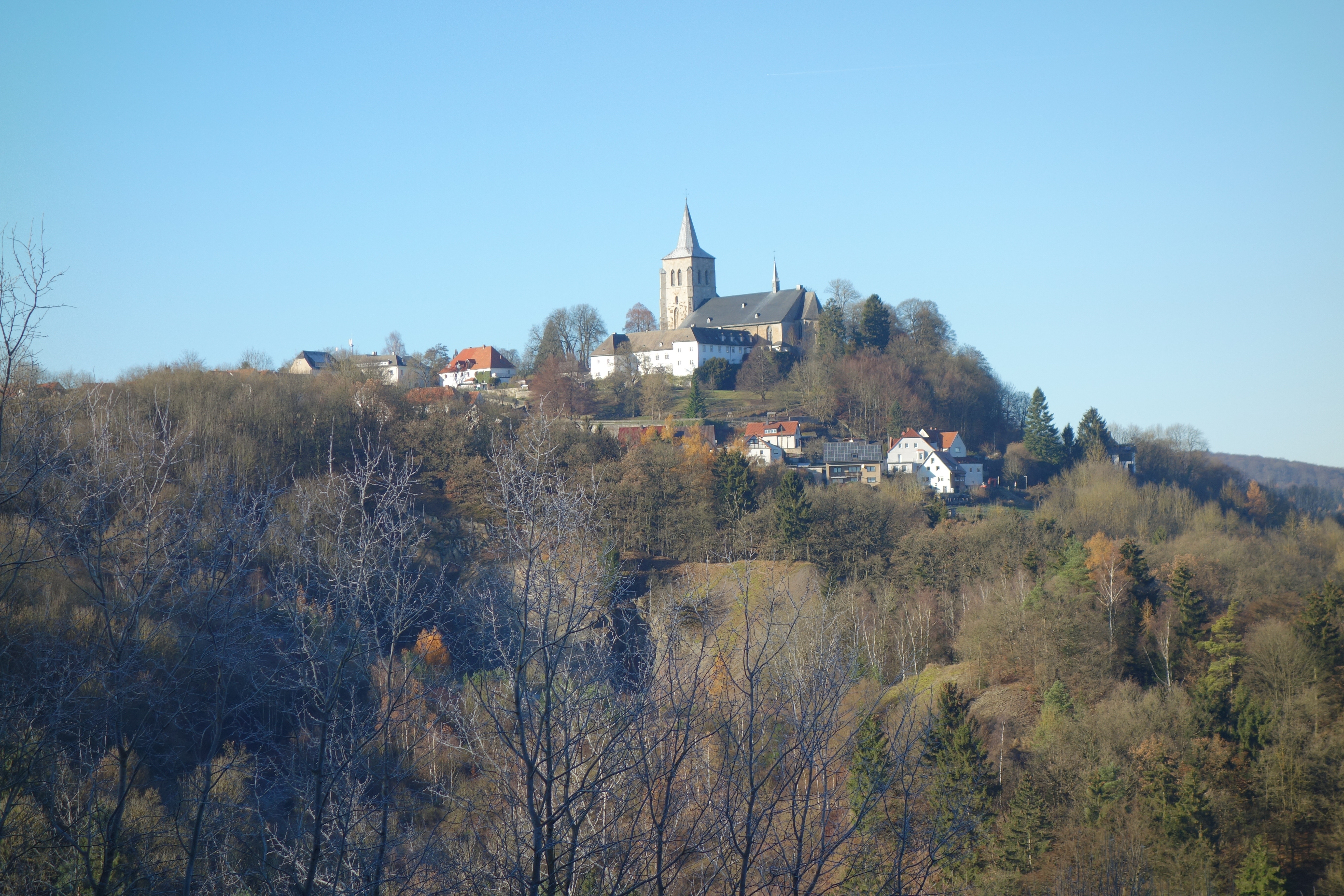
Stiftskirche vom Wulsenberg aus gesehen

- Erkenbert von Homburg, 1081, später Abt in Corvey[13]
- Heinrich, 1090, zuvor Dechant in Corvey
- Reinhard, 1151
- Bruning, 1201
- L(?), 1204
- Thimo, 1247, später Abt von Corvey
- Heinrich, 1280
- Herbold, 1301
- Tileman von Delwig, 1335
- Wilhelm von Plettenberg, 1373
- Johann von Utschlacht, 1390
- Gottfried Soder, 1393
- Otto, 1427
- Hermann, 1462
- Herman Lüdecken, 1482, 1502
- Johann von Utschlacht, 1509
- Georg, 1549, 1552, später Propst zu Kemnade
- Johan Jöckel, 1553
- Heinrich Kuling, 1556, 1557 (abgesetzt)
- Johann Jöckel, 1560, 1564
- Gisbert von Bucholtz, 1570, 1583
- Dietrich von Becke, 1583, 1593
- Johann von Werden 1598, 1604
- Christoph von Esleve, 1610, 1617
- Johann Christoph von Brambach, 1618, 1620, später Abt in Corvey
- Peter Kersenbrock, 1625
- Otto Grusman, 1627, 1637
- Burchard Martini Sighart, 1658
- Johann von Haxthausen, 1636, 1653
- Ägidius Fabricius, 1643
- Cornelius Wilhelm von Neuhof, 1646
- Johann Steifgen, 1647, 1649
- Johann Anton Colyn, 1650, 1652
- Ferdinand von Metternich, 1559, 1661
- Niclas von Zitzwitz
- Ferdinand von Metternich, 1669, 1675
- Martin von Zitzwitz